# Giuseppe Fortunato Pirrone
Giuseppe Fortunato Pirrone (Borgetto, 5 novembre 1898 – Roma, 23 febbraio 1978) è stato uno scultore italiano, medaglista di fama.
Trasferitosi a Noto nel 1910, propone le prime opere e la sua tecnica verrà affinata dapprima studiando all'Accademia di belle arti di Palermo, ma il titolo di studio lo ottenne a Napoli dove frequentò l'ultimo anno.
Scultore dalla vasta produzione artistica, fu impegnato in grandi commissioni pubbliche e private; il suo stile si fonda su forti rimandi ellenici.
Inizialmente si dedicò alle pitture delle volte di alcune abitazioni private palermitane e fu docente della cattedra di scultura all'accademia di Belle Arti di Catania (1967-1969), ma a Roma ottenne i suoi veri successi, partecipando a varie quadriennali (dal 1952 a 1964), mentre a Venezia prese parte alla XXIV e alla XXVII Biennale. Ha eseguito elaborati per la Città del Vaticano (Musei Vaticani – Sala Pinturicchio), e firmato nel 1963 la porta del Battistero della Chiesa di S. Giovanni in Campi Bisenzio e il seminario ad Acireale (CT).
In una seconda occasione ricevette dall'amministrazione comunale la commissione di un monumento ai caduti: ideò un grande obelisco al cui centro vi era una madre che saluta il figlio in partenza in guerra. L'opera non fu mai realizzata perché il comune non poteva sostenerne i costi e Pirrone eseguì quindi al suo posto un pannello in bronzo assai lontano dalla concezione iniziale.
La prima versione del monumento ai caduti fu successivamente acquistata dalla cittadinanza di Recanati dove li si trova ancora tutt'oggi.
Nel corso della sua produzione di medaglista ricevette molti premi e riconoscimenti e ritrasse molti personaggi illustri tra cui Luigi Pirandello e Leonardo Sciascia.